# Keratoisis macrospiculata
Keratoisis macrospiculata is een zachte koraalsoort uit de familie Isididae. De koraalsoort komt uit het geslacht Keratoisis. Keratoisis macrospiculata werd in 1915 voor het eerst wetenschappelijk beschreven door Kükenthal. 